# امان‌الله سرداری
امان‌الله سرداری (زادهٔ؛ ۱ شهریور ۱۳۷۹) یک بازیکن فوتبال اهل افغانستان است که اکنون در تیم فوتبال ابومسلم فراه در لیگ قهرمانان افغانستان و تیم ملی افغانستان بازی می‌کند.

## باشگاهی
سرداری از سال ۱۳۹۵ تا ۱۳۹۹ برای شاهین آسمایی بازی می‌کرد.
وی در سال ۱۴۰۰ به تیم فوتبال ابومسلم فراه پیوست.‌

## ملی
سرداری اولین بازی ملی خود را در ۱۸ مهر ۱۳۹۶ در تساوی ۳-۳ با اردن در مقدماتی جام ملت های آسیا انجام داد.

## افتخارات
شاهین آسمایی
- قهرمان لیگ برتر افغانستان: ۱۳۹۶[۱]
- نایب قهرمان لیگ برتر افغانستان: ۱۳۹۷[۱]

ابومسلم
- لیگ قهرمانان افغانستان نایب قهرمان: ۱۴۰۱